# بخش افگویه
بخش افگویه یک منطقهٔ مسکونی در سومالی است که در شبل پایین واقع شده‌است.